# 경포중학교
경포중학교(鏡浦中學校)는 대한민국 강원특별자치도 강릉시 노암동에 있는 공립 중학교이다.

## 학교 연혁
- 1962년 3월 7일 : 경포중학교 설립인가(12학급)
- 1962년 3월 15일 : 개교기념식 거행
- 1962년 3월 19일 : 제1대 오효근 교장 부임
- 1963년 2월 6일 : 제1회 졸업식 거행
- 1973년 6월 3일 : 야구부 창단
- 1976년 8월 28일 : 현 교사로 이전(현 강릉여중에서)
- 1981년 2월 17일 : 36학급 인가
- 2016년 3월 1일 : 남녀공학 개편
- 2022년 9월 1일 : 제22대 최승대 교장 부임
- 2025년 1월 6일 : 제63회 졸업식 거행
- 2025년 3월 4일 : 2025학년도 입학식

## 참고 자료
- 경포중학교 - 한국교육학술정보원 학교알리미